# Беси
Беси (на гръцки: Βησσοί, Βιεσσοι, Βέσσοι; на латински: Bessi, Biessi) е наименование на тракийски царско-жречески род, от племето на сатрите, пазители на прорицалището на Дионис, а впоследствие и на тракийско племе. С изчезването от историческите извори на етнонима на сатрите след Херодот, започва да се налага този на бесите, като обозначение за тракийско племе. Според Александър Фол в навечерието на римското завладяване етнонимът се отнася до всички траки в Рило-Родопския масив, а по-късно се превръща и в сборен етноним за всички траки. Христо Данов смята, че бесите са голям по територия племенен съюз, съставен от много клонове, без ясно очертано главно ядро. Един от клоновете на племето, обитаващ земите по горното течение на Нестос, са диите. Предполага се, че сродни на бесите или дори техни клонове са травсите, сапеите и тралите. Различните колонове на бесите имат различно обществено-икономическо равнище. Заселилите се в Тракийската равнина беси, се наричат „равнинни беси“, а останалите в планината - „планниски беси“.
Има теория, че името „беси“ им е дадено поради уседналия им начин на живот, за разлика от скитите (които тогава са били номадски племена) – Βησσοι, Βιεσσοι, Βέσσοι отговаря на тракийската дума вес, вис – село, стан, място където се остава; санскритските виса, васа – село, стан, място където се остава, а също и на старобългарската дума вьсъ – село, селище, място.
Плиний Стари съобщава за няколко племена на бесите между реките Струма и Места .
Друга група беси е спомената от Клавдий Птолемей, който ги разполага между река Висла и Карпатите .
Може би са съществували поне четири отделни групи беси, понеже за тях е използвано определението Τετραχωρίται – тетрахорити (τετρα = четири, χώρα= област, обиталище, землище) .
Един от основните градове на бесите е тракийското селище Бесапара (дн. с. Синитово, Община Пазарджик) – пътна станция на централния път Сердика – Филипопол.

## Прорицалището на Дионис
Първи за прочутия храм споменава Херодот. „Сатрите, доколкото знам – пише Херодот – не са били подчинени никога на никого и единствени от траките продължават да са и досега свободни; живеят високо в планините, които са покрити с всякакви гори и сняг, и са отлични воини. Те притежават прорицалището на Дионис, то се намира на висок връх в планината. Измежду сатрите с прорицанията в светилището се занимават бесите; жрица дава предсказания, точно както в Делфи; няма нищо различно“.
Едно друго сведение за прорицалището на Дионис през I век пр.н.е. е оставено от римския историк Светоний Транквил. В съчинението си „Дванадесетте цезари“ той описва прорицанието, дадено на бащата на първия римски император Октавиан Август, предвождал по това време легионите из пределите на Тракия: "...Когато Октавиан, бащата на Август, водил войската си някъде из отдалечените части и в Свещената гора на Дионис се допитал до оракула на бога за сина си, било му потвърдено от жреците, че синът му ще бъде господар на целия свят, понеже, след като виното се разляло върху олтара, димът се издигнал нагоре над върха на светилището чак до небето – знамение като това, което получил и самият Александър Велики, когато принасял жертва на същия този олтар".
В прорицалището били съхранявани дъсчици с писанията на Орфей. Според Амбросий Теодосий Макробий култът към Дионис, когото траките наричали Себадий, се почитал на върха Зилмисос в кръгла сграда с отвор в покрива, откъдето да проникват слънчевите лъчи.
Трудно е да се определи точното местонахождение на светилището на Дионис, но в последно време сред българските археолози се предпочитат две хипотези: че то се е намирало в Перперикон или че е било в Белинташ, където също са открити интересни следи от старо тракийско светилище. И двете, не съвпадат с текстовете оставени от летописеца на Ал. Македонски, а именно за близостта на храма с планината Орбели /днешната Пирин/.
В периода на завоеванията и експанзията на Римската империя в Тракия римляните взимат светилището на Дионис и го дават на одрисите.

## Завладяване от Рим
През 1 век пр. н.е. бесите водят ожесточени войни с Рим, в резултат на които територията им е включена в състава на Римскета империя. 72 г. пр.н.е.  проконсулът на  провинция Македония Марк Теренция Варон Лукул извършва успешен поход срещу някои източнотракийски племена, сред които и бесите. За войната си срещу бесите той получава право триумф в Рим. През 59 г. пр. н.е. преторът на Македония (с проконсулска власт) Гай Октавий разбива бесите, които извършват набези в македония и достига до светилището на Дионис. През следващите години беси, одриси и дентелети продължават да нахлуват в Македония, като стигат дори до Тесалоника. Това на свой ред води до римски походи срещу тях.
През 15 г. пр.н.е. бесите начело с главния жрец на светилището Вологез въстават срещу римляните, които предават на одрисите светилището на Дионис. През 11 г. пр.н.е. обаче те били разбити, като някои от тях се преселили в Добруджа, за което свидетелства Овидий в TRISTIA III.10 (Овидий е могъл да ги срещне при изгнанието си в Томи, което се е намирало в Северна Добруджа).

## Християнизация на бесите
След християнизирането на Тракия Библията била преведена на тракийски език (наричан от някои автори „език на бесите“), поради което съвременните учени са дали на този превод условното име Библия Бесика; (Biblia Bessica). Запазени са сведения за манастири, в които езикът на бесите се използвал в богослуженията. Според житието на св. Теодосий Общожител (423 – 527 г.) от Симеон Метафраст един от тези манастири се намирал в местността Кутила на брега на Мъртво море: „Теодосий, тоя мъдър мъж, подрежда по подобие на някогашния Веселеил, строителя на свещената скиния, извънредно умело и хубаво своя манастир и съгражда в него четири храма. От тях единия предоставил на тия, които си служат с гръцки език, и там бил възгласян божият химн от самия него и от останалите отци. Във втория храм отправяли бесите на свой език молитви към общия на всички ни Господ. Арменците получили третия храм, в който и те на бащин език поднасяли Богу химни. А последният и четвъртият храм, който бил построен на страна от останалите три храма, предоставил на завладените от демона и изобщо на умопобърканите, и там отправяли и те своите молитви към Всевишния, колкото пъти им се възвръщало съзнанието, като били съпровождани от тия, които ги обслужвали.“